# 포르탈레사 CEIF
포르탈레사 CEIF(스페인어: Fortaleza C.E.I.F. Fútbol Club)는 콜롬비아 시파키라를 연고로 하는 축구단이다. 이 팀은 2010년에 창단하였다.

## 선수 명단

### 현역
참고: FIFA 자격 규정에 따라 소속된 국가대표팀 국기를 표시합니다. 선수는 복수의 FIFA 비회원국 국적을 가지고 있을 수 있습니다.
| 번호 | 포지션 | 국적     | 이름                 |
| ---- | ------ | -------- | -------------------- |
| 1    | GK     | 콜롬비아 | 후안 디에고 카스티요 |

| 번호 | 포지션 | 국적 | 이름 |
| ---- | ------ | ---- | ---- |